# パーフェクト・プラン 完全なる犯罪計画
『パーフェクト・プラン 完全なる犯罪計画』（ - かんぜんなるはんざいけいかく、Thin Ice）は2011年のアメリカ合衆国の犯罪コメディ映画。監督はジル・スプレカー、出演はグレッグ・キニアとアラン・アーキンなど。老いた顧客が持つバイオリンが高価だと気づいた保険セールスマンが大金を独り占めしようとしたことで起きる騒動を描いている。当初の原題は『The Convincer』。2011年1月25日にサンダンス映画祭で初上映された。
日本では劇場未公開だが、2013年9月15日にWOWOWで放送され、11月2日にDVD化された。

## ストーリー
氷雪に覆われた真冬のウィスコンシン州。金に困っている保険セールスマン・ミッキーは、ある日、独り暮らしの老人ゴルヴィーと出会う。彼が高価なヴァイオリンを所有していることを知ったミッキーは、ゴルヴィーの留守中にヴァイオリンを偽物とすり替えて盗み取ることにする。ところが、ミッキーが鍵を開けるために呼び出した警報機業者ランディが、たまたま戸締まりの状態を確認しに来たゴルヴィーの友人フランクに怪しまれたために揉め出すと、ランディは発作的にフランクを殴り殺してしまう。ヴァイオリンをすり替える現場をランディに見られた上、フランクの死体を前にした姿を写真に撮られたミッキーは強引に共犯者にされ、フランクの死体の始末を手伝わされただけでなく、その後は金まで要求されるようになる。ヴァイオリンのすり替えはすぐに明るみに出るが、既にヴァイオリンには保険がかけられていたので、ゴルヴィーには多額の保険金が支払われる。一方、ランディに脅迫されたミッキーはヴァイオリンを盗品でも高額で買ってくれるという収集家に直接売ることにするが、取引の場でフランクの遺体が発見されたとの記事を目にしたため、慌てて逃げ出し、ヴァイオリンを捨ててしまう。この状況にランディも恐れをなし、姿を消す。
しばらくして、ミッキーがゴルヴィーに会いに行くと、そこには全くの別人の「本物のゴルヴィー」がいた。これまでの一連の出来事は全て、ゴルヴィーと名乗っていた老人が率いる犯罪グループによる保険金詐欺であり、殺されたはずのフランクも、フランクを殺したはずのランディも、更にゴルヴィーをミッキーに紹介したボブ、ヴァイオリンを鑑定したシカゴのヴァイオリン職人ダールも全てグルだったのである。しかも、以前にホテルで色仕掛けで盗み取られたミッキーのクレジットカードが犯行に使われているなど、いざというときには全ての犯行がミッキーによるものと見せかけられるように最初から仕向けられていたのだ。つまり、ミッキー自身が彼らの「保険」だったのである。事務所の経理担当カーラに犯行を疑われたミッキーは、自慢の愛車をカーラに譲ると、保険セールスマンを辞め、一から出直すために南の暖かい土地に移り住む。そこで保険セールスマン時代に培った巧みな話術を駆使して観光客に別荘を売っている。

## キャスト
※括弧内は日本語吹替
- ミッキー・プロハスカ: グレッグ・キニア - 保険セールスマン。優秀だが金にルーズ。
- ゴルヴィー・ハウアー: アラン・アーキン - 独り暮らしの老人。少々ボケ気味。
- ランディ: ビリー・クラダップ（深町寿成） - 警報機業者。前科者で血の気が多い。
- ジョー・アン・プロハスカ: リー・トンプソン - ミッキーの別居中の妻。
- レオナード・ダール: ボブ・バラバン - シカゴのダール工房のヴァイオリン職人。
- ボブ・イーガン: デヴィッド・ハーバー - 新人保険セールスマン。お人好し。
- カーラ・グルエンキ: ミシェル・アーサー（英語版） - ミッキーの事務所の経理担当。
- フランク・リッチー: ピーター・トームケ - ゴルヴィーの友人。長距離トラックの運転手。

## 作品の評価
Rotten Tomatoesによれば、61件の評論のうち高評価は69%にあたる42件で、平均点は10点満点中6.4点となっている。